# فروسيليكون

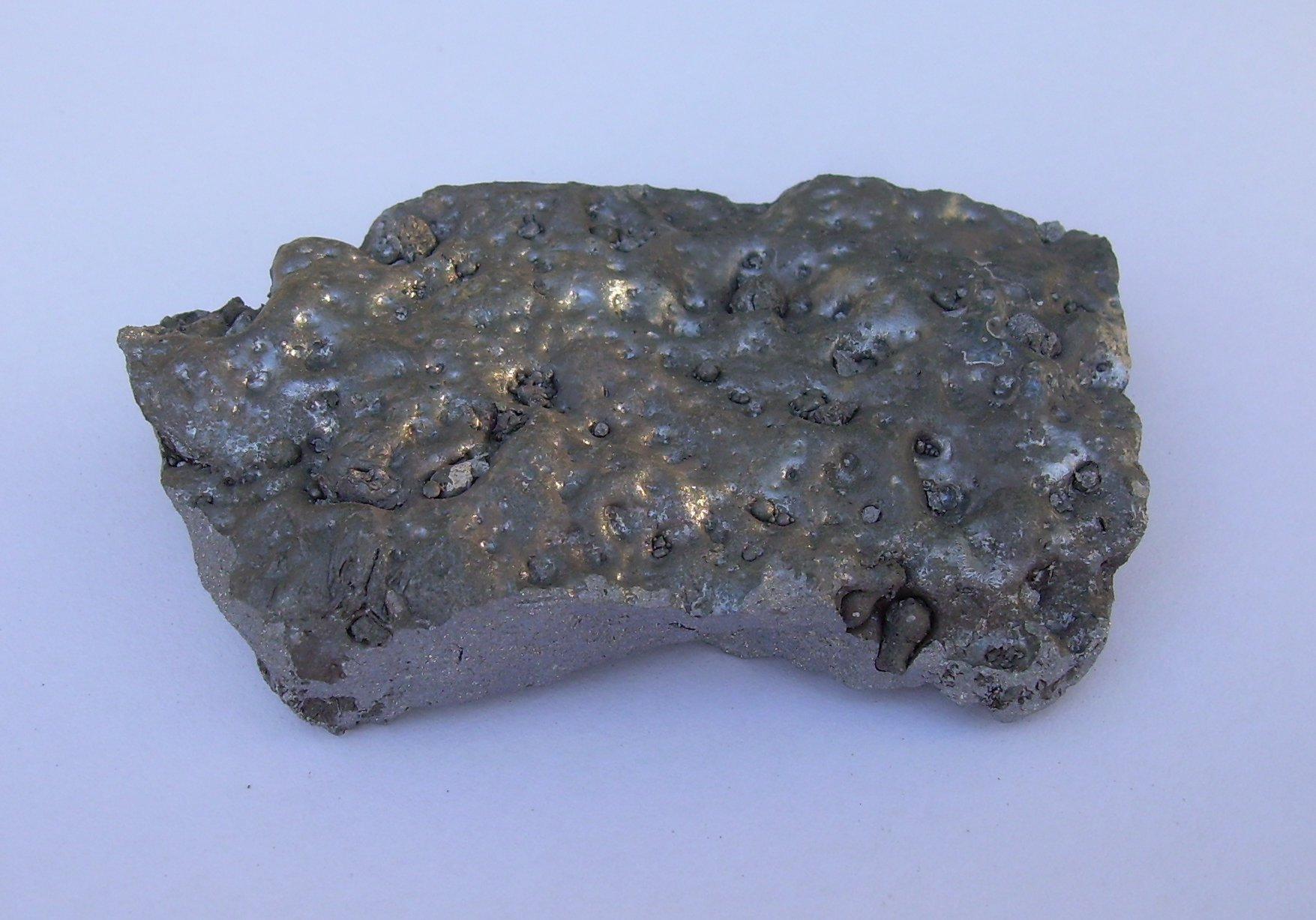
سبيكة فروسيليكون

فرّوسيليكون هو سبيكة تتالف بشكل رئيسي من الحديد والسيليكون؛ وهي تحوي نسبة مرتفعة من سيليسيد الحديد.
تحضر هذه السبيكة من اختزال السيليكا أو الرمل باستخدام فحم الكوك بوجود الحديد.